# Свиток и ключ
Свиток и Ключ (англ. Scroll and Key) — тайное общество старшекурсников Йельского университета (г. Нью-Хейвене, штат Коннектикут, США), основанное в 1841 году. Это второе старейшее тайное общество университета (первое — Череп и кости).

## История
Тайное общество «Свиток и Ключ» было основано Джоном Портером и Уильямом Кингсли после разногласий по поводу выборов новых членов в общество Череп и кости. Первыми членами «Свитка и Ключа» были сами Портер и Кингсли, Инос Тафт, Сэмюэль Перкинс, Хоумер Спрейг, Либбеус Чапин, Джородж Джексон, Кельвин Чайлд, Карлтон Кьюис и Джошуа Хармер.

## Факты

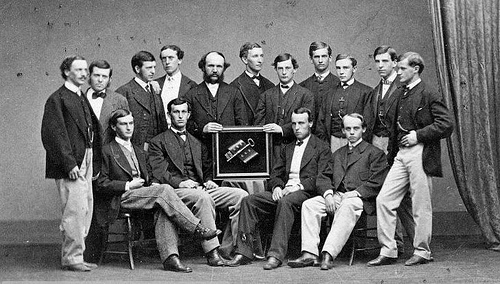
Члены делегации от тайного общества «Свиток и ключ» (1866)

- «Свиток и Ключ» является частью престижной «Большой Тройки» в Йеле наряду с обществами «Череп и кости» и «Волчья голова»[3].
- Помимо финансирования собственной деятельности общество также внесло значительный финансовый вклад в развитие самого университета. К примеру, «Свиток и Ключ» учредил награду John Addison Porter Prize, которая ежегодно вручается университетом с 1872 года, а также профинансировал открытие издательства Yale University Press в 1917 году.
- Каждый год члены общества выбирают пятнадцать первокурсников, которые сменят действующих членов при переходе на последний курс университета[4].
- C 1989 года женщины также имеют право быть членами общества.

## Выдающиеся члены (год принятия)

Леонард Кейс

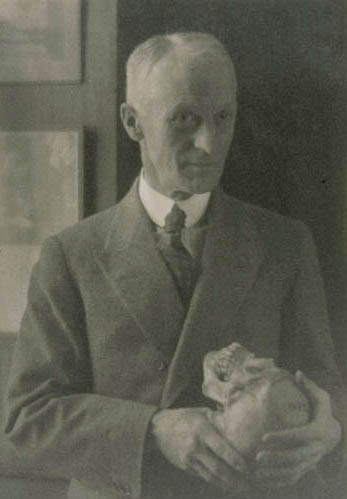
Харви Кушинг

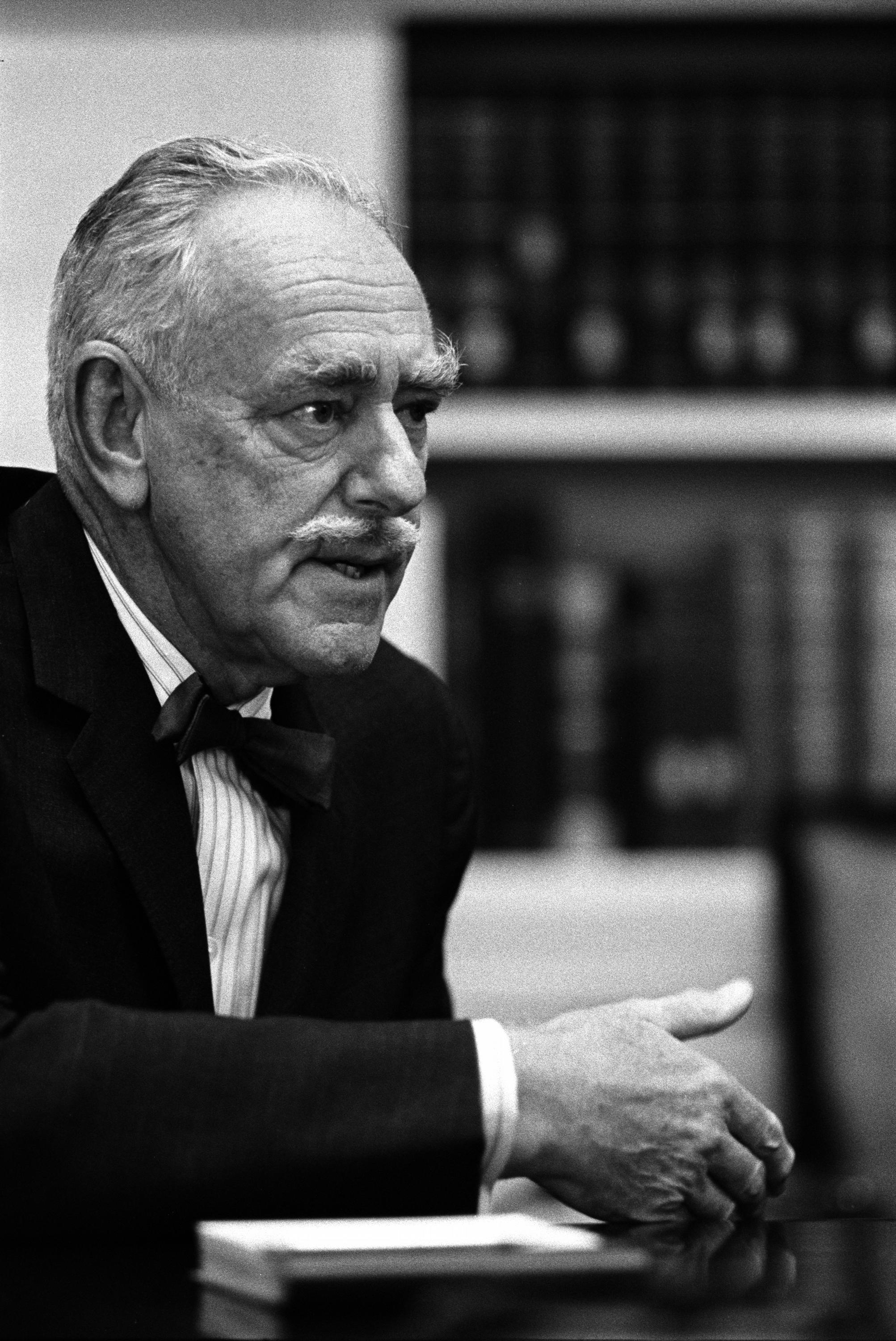
Дин Ачесон

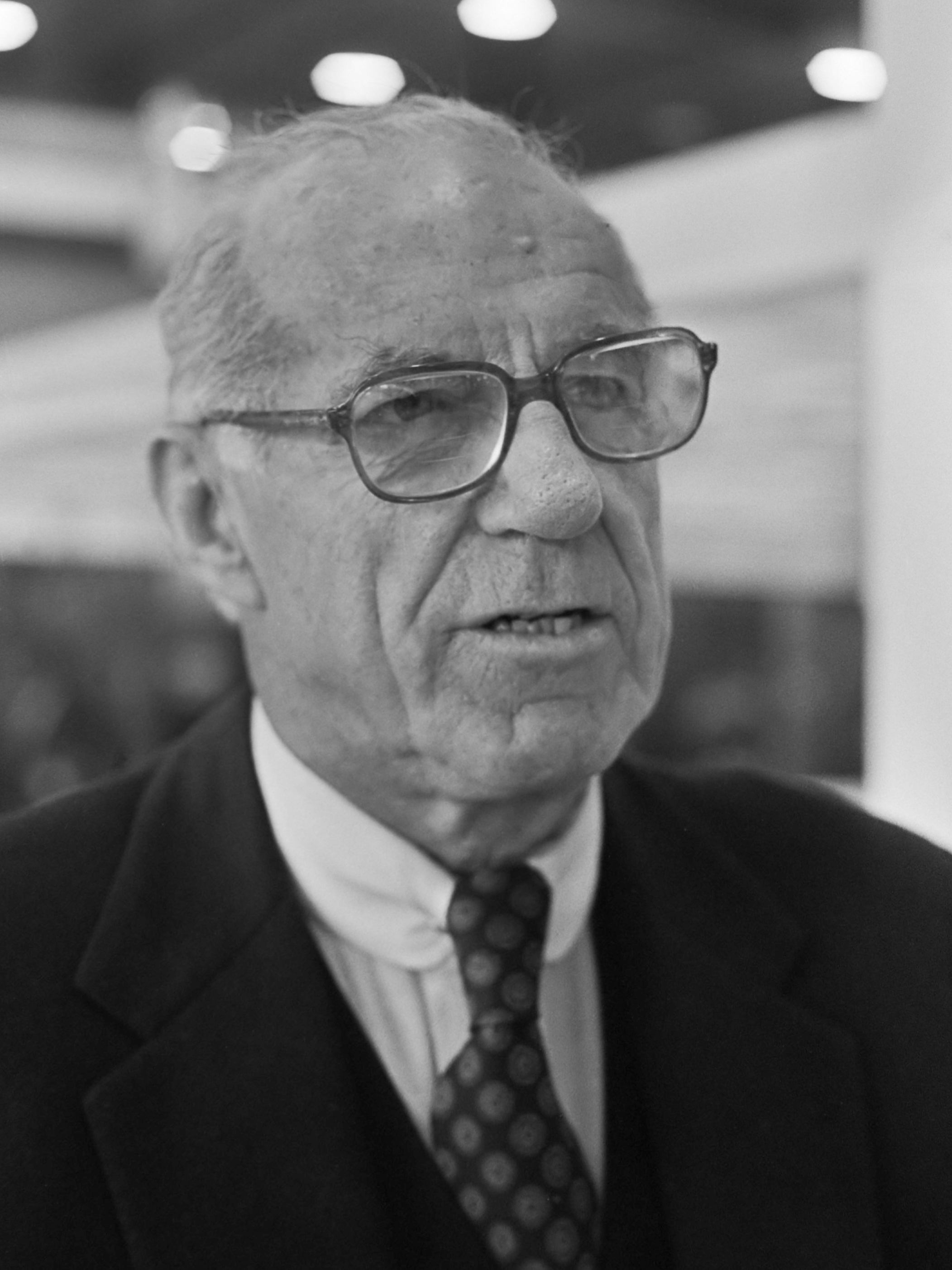
Бенджамин Спок

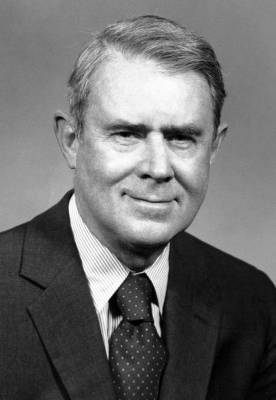
Сайрус Вэнс

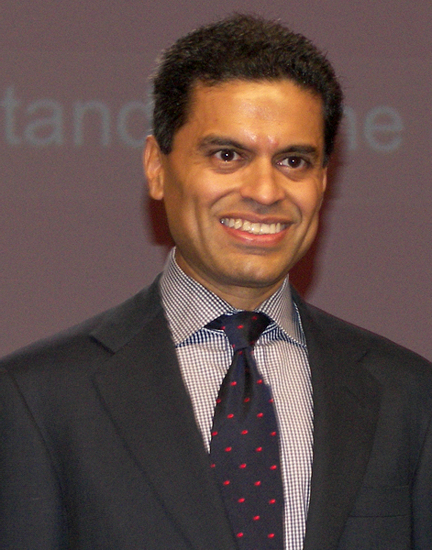
Фарид Закария

- Гилберт Колгейт (1833), внук Уильяма Колгейта, основателя компании Colgate-Palmolive[5]
- Теодор Раньон (1842), посол США в Германии
- Леонард Кейс (1842), меценат, основатель Кейсовской школы прикладных наук
- Картер Гаррисон (1845), пять раз переизбирался на пост мэра Чикаго, двоюродный брат Уильяма Гаррисона
- Рэнделл Гибсон (1853), сенатор от штата Луизиана
- Джордж Ширас, мл. (1853), член Верховного суда США
- Гриннелл, Джордж (1870), натуралист, историк, писатель и антрополог
- Дана, Эдвард Солсбери (1871), минералог, физик и педагог
- Фред Дюбуа (1872), сенатор от штата Айдахо
- Колгейт, Джилберт (1883), правнук Уильяма Колгейта, основателя компании Colgate-Palmolive,  бронзовый призёр зимних Олимпийских игр
- Джордж Винсент (1885), президент «Фонда Рокфеллера»
- Кушинг, Харви (1891), выдающийся нейрохирург и пионер хирургии мозга
- Уильям Раньон (1892), губернатор Нью-Джерси
- Шелдон, Льюис (1895), американский легкоатлет, двукратный бронзовый призёр летних Олимпийских игр 1900
- Корнелиус Вандербильт III (1895), правнук Корнелиуса Вандербильта
- Джозеф Маккормик (1900), сенатор от штата Иллинойс, брат Роберта Маккормика, внук Джозефа Медилла
- Паттерсон, Джозеф Медилл (1901), основатель New York Daily News, внук Джозефа Медилла
- Маккормик, Роберт (1903), американский медиамагнат, владелец газеты Chicago Tribune, брат Джозефа Маккормика, внук Джозефа Медилла
- Буллит, Уильям (1912), посол США в Советском Союзе (1933—1936) и во Франции (1936—1940)
- Мортимер Проктор (1912), губернатор штата Вермонт
- Портер, Кол (1913), американский композитор
- Ачесон, Дин Гудерхэм (1915), государственный секретарь США (1949—1953)
- Ричардс, Дикинсон (1917), американский кардиолог, член Национальной академии наук США
- Эндерс, Джон Франклин (1919), американский вирусолог, лауреат Нобелевской премии по физиологии или медицине 1954 года
- Ричардсон Дилворт (1921), мэр Филадельфии
- Джеймс Стиллман Рокфеллер (1924), олимпийский чемпион по гребле, первый президент «National City Bank of New York» (ныне «Citibank»)
- Спок, Бенджамин (1925), олимпийский чемпион по гребле, известный педиатр, автор книг, ставших крупнейшими бестселлерами
- Фредерик Поттс (1926), губернатор и сенатор от Нью-Джерси
- Рокфеллер, Джон Стерлинг (1928), филантроп, активист за сохранение окружающей среды и орнитолог-любитель.
- Рэймонд Гест (1931), посол США в Ирландии
- Вагнер, Роберт (1933), политик и дипломат
- Питер Доминик (1937), сенатор от штата Колорадо
- Шрайвер, Сарджент (1938), американский политик, дипломат и общественный деятель, являлся членом семьи Кеннеди
- Вэнс, Сайрус (1939), американский государственный деятель, Министр армии США, Государственный секретарь США
- Роберт Орр (1940), губернатор штата Индиана, посол США в Сингапуре
- Дент, Фредерик Бэйли (1943), министр торговли США (1973—1975), Торговый представитель США (1975—1977)
- Хилл, Джордж Рой (1943), американский кинорежиссёр
- Линдси, Джон (1944), член Палаты представителей США от штата Нью-Йорк (1959—1965), мэр Нью-Йорка (1966—1973)
- Томас Эндерс (1953), посол США в Испании
- Уитмор, Эдвард (1955), американский писатель и разведчик
- Уоррен Циммерман (1956), посол США в Югославии
- Барлетт Джиаматти (1960), президент «Национальной Лиги», 16-й президент Йельского университета
- Трюдо, Гарри (1970), американский художник комиксов
- Филлипс, Стоун (1977), известный американский журналист и телеведущий
- Закария, Фарид (1986), редактор еженедельника Newsweek International